# Искусство и любовь
«Искусство и любовь» (яп. 序の舞, дзё но май) — японский фильм-драма режиссёра Садао Накадзимы, вышедший на экран в 1984 году. Экранизация романа Томико Мияо. В основе фильма — подлинная биография первой японской женщины-художницы Цуи Симамуры, снискавшей всемирную известность и удостоенной высшей правительственной награды — ордена Культуры.

## Сюжет
Выдержанный в жанре бытовой драмы, фильм вводит зрителя в атмосферу Японии конца XIX — начала XX вв., где патриархальность нравов сочетается с приверженностью к европейской моде и седая старина уживается с последними техническими новинками. Годы, на которые пришлась юность Цуи, были ознаменованы расцветом литературы и искусства.
Скромная, работящая вдова Сэй во всём отказывала себе, чтобы старшая дочь, на диво одарённая красавица Цуя могла обучаться живописи в студии знаменитого мастера. И вот результат: в четырнадцать лет девочка получает первый почётный диплом на выставке. Успех следует за успехом. Но Цуя знает, что кисть её ещё несовершенна. Она мечтает наполнить новым звучанием канонические образы.
Однако проза жизни грубо вторгается в светлый, безоблачный мир Цуи. Долг перед учителем и желание остаться в респектабельной студии толкают девушку в объятия Сёкэя. Вскоре наступает трагическая развязка. Рождённый от Сёкэя ребёнок отдан на воспитание чужим людям, мать отвернулась от падшей дочери, и Цуя вынуждена бежать в другой город. Лишь встреча с давним знакомым, приехавшим из Европы художником Нисиути, помогает потрясённой и опустошённой молодой женщине вернуться к живописи. Однако в этот момент, когда счастье, казалось, уже улыбнулось Цуе и она готова была соединить свою судьбу с Нисиути, на горизонте вновь появилась зловещая тень наставника Сёкэя. В отчаянии девушка идёт на роковой шаг, и только любовь матери, презревшей моральные предрассудки, спасает её от смерти. Проходит время — и Цую снова влечёт к белым листьям бумаги. Её картина, воплотившая радость материнства, получает приз на выставке. Впереди новые поражения и победы, но ничто уже не разлучит с кистью Цую Симамуру, мастера школы Нихонга.

## В ролях
- Юко Натори — Цуя Симамура
- Морио Кадзама — Нисиути
- Кунихико Митамура — Токудзи Мураками
- Аки Мидзусава — Сима Симамура
- Марико Окада — Сэй Симамура
- Миэко Такаминэ — хозяйка Тикирия
- Кэй Сато — Мацукэ Такаги
- Микио Нарита — Ямакан
- Ёсико Мита — Киёцугу

## Премьеры
- — национальная премьера фильма состоялась 14 января 1984 года в Токио[1].
- — фильм демонстрировался в советском кинопрокате с июля 1986 года[2][3].

## Награды и номинации
Премия Японской киноакадемии
- 9-я церемония вручения премии (1985)

Номинации в категориях:
- за лучшую работу художника-постановщика в 1984 году — Норимити Игава.

Кинопремия «Голубая лента» (1985)
- 27-я церемония награждения (за 1984 год) — приз за лучшую женскую роль второго плана — Ёсика Мита.

Кинопремия «Майнити» (1984)
- приз за лучшую женскую роль второго плана — Ёсико Мита.

Кинопремия «Кинэма Дзюмпо»
- номинация на премию за лучший фильм 1984 года, однако по результатам голосования занял лишь 18 место.

## Комментарии
1. ↑  В прокате СССР фильм демонстрировался именно как «Искусство и любовь» (на некоторых сайтах в рунете фильм фигурирует как «Любовь и искусство»), что имеет своё подтверждение в информационных справочниках, выпущенных Госкино СССР к моменту выхода в советский прокат, например в «Аннотированном каталоге фильмов, выпущенных в III квартале 1986 года», Госкино СССР, В/О «Союзинформкино», М.-1986, стр. 35.; журнале для работников кинопроката «Новые фильмы», июльский номер 1986 года. Фильм появился в русском переводе (с субтитрами) на торрент-трекерах под названием «Дзё-но-май».